# Psilogramma anne
Psilogramma anne là một loài bướm đêm thuộc họ Sphingidae. Loài này có ở Papua New Guinea.